# Fiscalização
Fiscalização refere-se às atividades da administração pública e de seus agentes visando a se fazer cumprir as obrigações legais da sociedade. Espalha-se por diversos ramos, como a fiscalização de trânsito, por exemplo.

## No direito tributário
Em direito tributário, refere-se aos procedimentos de cobrança dos tributos não pagos, iniciando por via administrativa e indo até à inscrição do correspondente crédito tributário em dívida ativa, da qual procede-se à emissão do título executivo extrajudicial denominado Certidão de Dívida Ativa, o que faz iniciar a fase de cobrança judicial.
A autoridade tributária que proceder a uma diligência de fiscalização deve lavrar os termos necessários para que se documente o início do procedimento fiscal.